# Wekerletelep (település)
Wekerletelep, Reszkola románul: Răscoala, település Romániában, Erdélyben, Hunyad megyében.

## Fekvése
Petrilla mellett fekvő település.

## Története
Korábban Petrilla része volt. 1956-ban a várost alkotó településként adatai Petrilláéhoz voltak számítva.
1910-ben 282 lakosából 278 román, 4 magyar, 1966-ban 329 lakosából 327 román, 1966-ban 329 lakosából 327 román,  2 magyar, 1977-ben 249 román lakosa volt.
1992-ben 219 lakosából 218 román, 1 magyar, a 2002 évi népszámláláskor pedig 176 román lakosa volt.